# Octava maravilla del mundo
Se denomina octava maravilla del mundo a monumentos naturales o artísticos que por su exclusividad y belleza podrían ser consideradas como una de las siete maravillas del mundo, la lista de construcciones humanas destacadas de la antigüedad clásica que los griegos pudieran admirar. La lista original no recogía ninguna maravilla natural ni ninguna ruina, por majestuosa que fuera. En parte es por eso que se habló de una octava maravilla del mundo: la torre de Babel, el zigurat de Babilonia; pero este edificio estaba en ruinas cuando llegaron los soldados de Alejandro Magno y la lista de maravillas data de años después. Esa posibilidad de ser una maravilla más ha contribuido a acuñar la expresión octava maravilla del mundo para denominar a una obra humana excepcional que se adelanta a su tiempo o es muy significativa.
Con ese mismo afán, recientemente se han elaborado con el concurso popular varias listas de siete maravillas del mundo moderno y nuevas siete maravillas del mundo moderno, buscando nuevas maravillas casi todas las cuales fueron denominadas en su día como octavas maravillas. Por oposición, otros organismos han presentado listas más serias y extensas de sitios que podrían merecer la condición de maravillas, como la elaborada por la UNESCO del patrimonio de la Humanidad.
Hay que destacar que las siete maravillas del mundo —originalmente establecidas por Heródoto (o Filón de Bizancio, según los expertos— fueron edificaciones que fueron elegidas no solo porque su construcción fuese una notable proeza de la época, o por la estética y armonía que mostraron, sino también por el hecho de que influyeron profundamente en el inconsciente colectivo a través de los siglos. Por ello, ahora es vano intentar establecer una nueva clasificación (como las ya mencionadas) o añadir una octava a las ya existentes, ya que son muchas las construcciones de edificios notables que deberían ser consideradas «maravillas del mundo». Como muestra de esta inutilidad, valga el ejemplo de la propia Gran Muralla China, una construcción contemporánea del Faro de Alejandría y del Coloso de Rodas, cuya ausencia en ese selecto grupo original de maravillas se debería únicamente al desconocimiento de los historiadores antiguos que compilaron la lista, que nunca habrían viajado tan lejos: Alejandro Magno solamente alcanzó el Indo, a mitad de camino desde su partida hasta la Gran Muralla.
Es pertinente señalar que las grandes construcciones de cada época han ido mereciendo en algún momento esta consideración, ya fuesen civiles —monasterio de El Escorial, Palacio de Versalles, Palacio Real de Ámsterdam—, religiosas —las distintas catedrales, la Abadía del Monte Saint-Michel, la antigua Basílica de Santa Sofía, san Pedro del Vaticano— o hazañas técnicas —puentes del Gard, del Forth, de Quebec o de Brooklyn, canal de Panamá, presas de Asuan y de las Tres Gargantas, edificios más altos del mundo, como el Empire State, el Burj Khalifa o la misma Estación Espacial Internacional— y que también casi cada país del mundo tiene en su territorio una octava maravilla del mundo. También han merecido esta distinción algunos objetos, como el Codex Gigas, el mayor manuscrito medieval conocido.
La expresión es necesariamente subjetiva y algo chovinista, reflejo no solo de la época, cultura y parte del mundo, sino también de las propias personas que la emplean, pasando a la posteridad las manifestaciones realizadas en tal sentido por todo tipo de personalidades: reyes, políticos, artistas, escritores o actualmente, celebridades. En el momento actual la expresión ha pasado a ser un reclamo o eslogan muy usado en todo tipo de campañas publicitarias y turísticas.

## Octavas maravillas del mundo

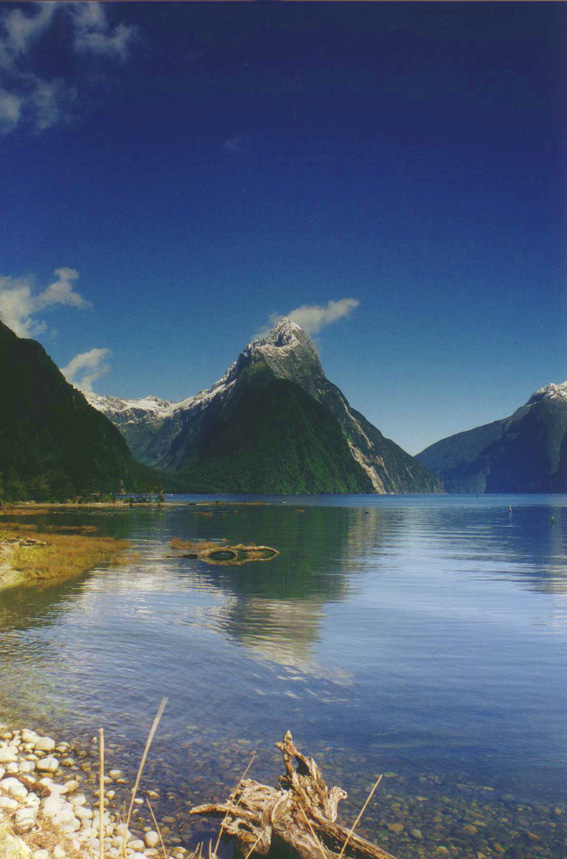
Pico Mitre, en Milford Sound, Nueva Zelanda

### Lugares naturales
- Caño Cristales, es un río de Colombia denominado “el río más hermoso del mundo”, ya que en su fondo se reproducen plantas (algas) acuáticas de diversos colores, que producen la sensación de estar frente a un río de cinco colores: rojo, amarillo, verde, negro, azul y rosado principalmente.
- Milford Sound, Nueva Zelanda; llamado así por Rudyard Kipling;[3]
- Natural Bridge, en Virginia, llamado así por William Jennings Bryan;[4]
- Terrazas Rosas y Blancas cerca de Rotorua, Nueva Zelanda, destruidas por la erupción volcánica del monte Tarawera en 1886, y redescubiertas bajo 60 metros de agua en 2011;[cita requerida]
- Calzada del Gigante en Irlanda del Norte, Reino Unido;[5]
- Cascadas Burney en California; llamadas así por Theodore Roosevelt;[6]
- Parque nacional Gros Morne en Newfoundland, Canadá;[7]
- La gran migración de ñus en el Maasai Mara, Kenia.[8]
- Parque nacional Torres del Paine, Chile.[9][10]
- Cañón del Colca, Perú;[11]
- Isla del Coco, Costa Rica
- Auyantepui, Salto Ángel, Venezuela

### Construcciones anteriores a 1900

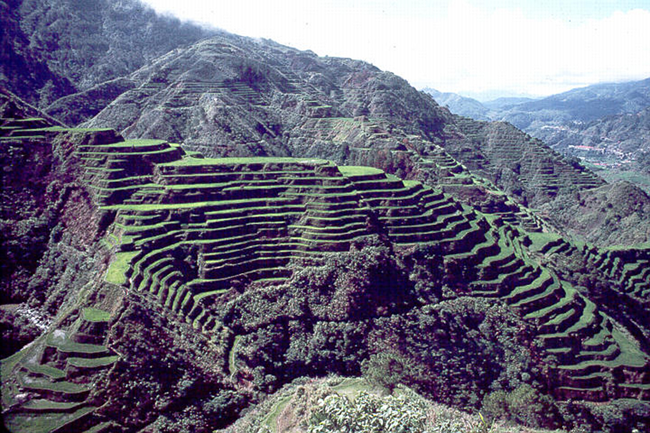
Los arrozales en terrazas en Ifugao, Filipinas

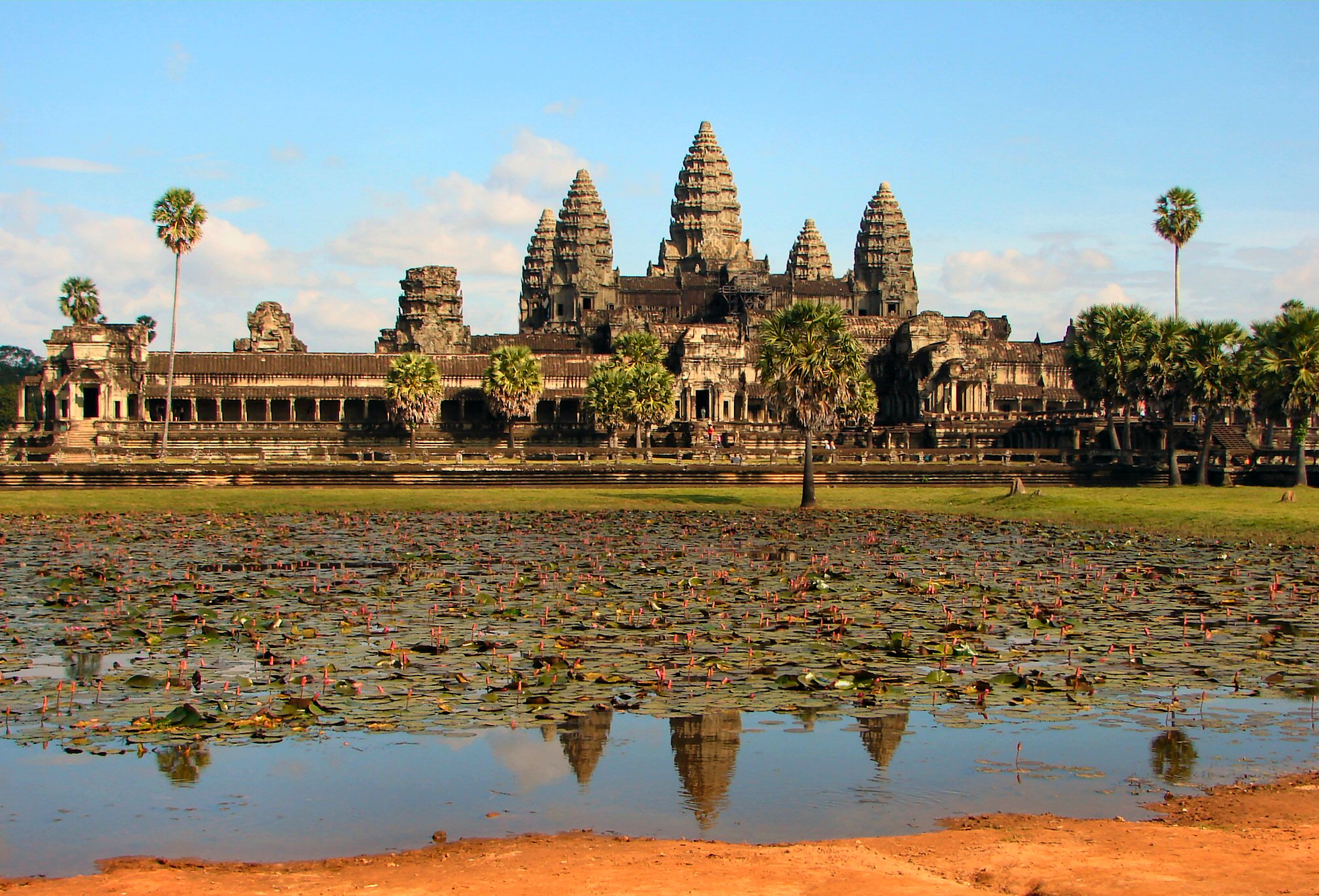
Angkor Wat en Angkor, Camboya

- Puente Kinzua cerca de  Kane, Pensilvania (1882) que tuvo el récord del puente de ferrocarril más alto en el mundo en la época;
- Gran Muralla China, China;[12]
- El Taj Mahal, en Agra, India;[13][14]
- Stonehenge, Reino Unido;[15]
- Machu Picchu, Perú;[16]
- Arrozales en terrazas de las cordilleras de Filipinas, Filipinas;[17][18][19][20][21]
- Cámara de Ámbar en el Palacio de Catalina cerca de San Petersburgo, Rusia;[22]
- Puente de Brooklyn, Nueva York, Estados Unidos;
- Monasterio de El Escorial, España, ya desde el mismo siglo XVI;[23]
- Las Iglesias monolíticas en Lalibela, Etiopía;[24] (Iglesia de San Jorge, Lalibela);
- El obelisco de Aksum, en Aksum, Etiopía;[25]
- Sigiriya, Sri Lanka;[26][27][28]
- Palacio Real de Ámsterdam, Países Bajos;[29]
- Estatua de la Libertad,[30] puerto de Nueva York, Estados Unidos;
- Angkor Wat, Camboya;[31]
- Las estatuas moái de la isla de Pascua, Chile.[32]
- Tikal, Guatemala[33]

### Construcciones posteriores a 1900
- Astrodome, en Houston;[34]

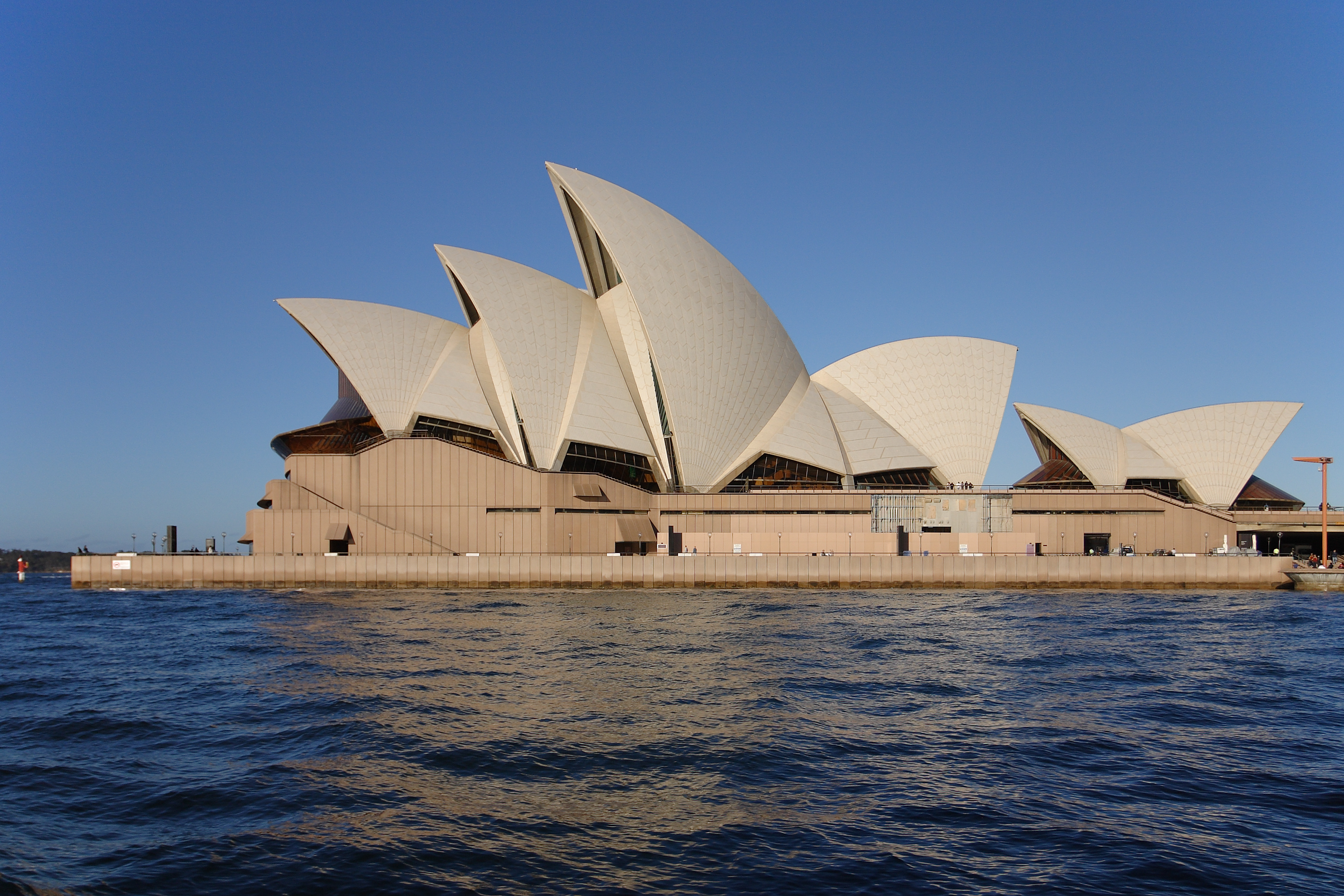
Ópera de Sídney, Sídney, Australia

- Edificio Empire State, Nueva York;[35][36]
- Palm Islands de Dubái;[37]
- Canal de Panamá;[38]
- Ópera de Sídney en Sídney, Australia,[39] la historia de su construcción fue narrada en la ópera The Eighth Wonder;
- Barrera del Támesis, Londres, Inglaterra;[40]
- Bahá'í terraces, en el monte Carmelo, Haifa, Israel;[41]
- Presa de las Tres Gargantas en Hubei, China;[42]
- West Baden Springs Hotel;[43]
- Pikeville Cut-Through en Pikeville (Kentucky); llamado así por el The New York Times;[44][45]
- Estación Espacial Internacional en órbita alrededor de la Tierra; llamada así por norteamericanos y rusos;[45][46]
- Carretera de Forra di Tremosine, en la costa del lago Garda, Italia; llamada así por Winston Churchill;[47]
- Gran Río Artificial, en Libia; llamado así por Muammar Gaddafi.[48]

### Otros candidatos según país
- Afganistán: los Budas de Bāmiyān, destruidos en 2001 por los talibanes;
- Argelia: Timgad;
- Australia: Gran barrera de coral (natural);
- Canadá: Puente de Quebec, en Quebec;
- China: Mausoleo del emperador Qin;
- Líbano: la gruta de Jeita (natural);
- Dinamarca: La Sirenita, una estatua de Edvard Eriksen (1913) situada en Copenhague;
- Egipto: Gran  templo de Abu Simbel;
- España: la Alhambra de Granada;
- Emiratos árabes unidos: Burj Khalifa, The World, Dubai Waterfront, Burj Al Arab;
- Estados Unidos: el Gran Cañón del Colorado (natural);
- Francia: el puente del Gard, las Arenas de Nimes, la Abadía del Monte Saint-Michel, el Château de Versailles, el Château de Chambord, el Louvre, la Torre Eiffel;
- Gran Bretaña: el puente del Forth;
- Haití: la Citadelle Laferrière.
- Irán: Persépolis;
- Jordania: Petra
- Madagascar: los tsingy de Bemaraha (natural);
- México: la pirámide de Chichén Itzá y la Capilla del Rosario;[49]
- Turquía: la antigua Basílica de Santa Sofía en Estambul.

## En sentido figurado
Figuradamente,  cualquier objeto, persona o lugar que suscita una gran admiración puede ser calificado como octava maravilla del mundo Son ejemplos:
- King Kong, en la película éponima King Kong, es presentado como "King Kong, la octava maravilla del mundo".
- Elvis Presley cuenta en su discografía con un álbum titulado "La octava maravilla" [50]
- En la disciplina de lucha libre profesional, André The Giant[51] ha recibido esta denominación.
- Airbus ha difundido en 2004 una campaña publicitaria televisiva anglófona comparando el A380 con la octava maravilla del mundo.
- La «Huitième merveille du monde» es también una receta de cóctel muy apreciada en Canadá.
- La Pêche Géante en la película James et la Pêche Géante (1997).
- En la serie animada 3D de Donkey Kong, la nuez de coco en cristal es también designada con el nombre de octava maravilla del mundo.
- Algunos animales misteriosos y míticos, como el monstruo del Lago Ness.
- El proyecto musical de Neil Cicierega "Lemon Demon" tiene una canción titulada "Eighth Wonder" aparecido en Almanac 2009 y más tarde en su álbum Spirit Phone. La canción cuenta la historia del Gef de forma melancólica comparándolo a una octava maravilla incomprendida.